# Tanhum Cohen-Mintz
Tanhum Cohen-Mintz (en hébreu : תנחום כהן-מינץ), né le 8 octobre 1939, à Riga, en Lettonie et décédé le 11 octobre 2014, à Tel Aviv-Jaffa, en Israël, est un ancien joueur de basket-ball israélien. Il évolue durant sa carrière au poste de pivot. Il est le père d'Uri Cohen-Mintz.